# Shirpur-Warwade
Shirpur-Warwade es una ciudad y  municipio situada en el distrito de Dhule en el estado de Maharashtra (India). Su población es de 76095 habitantes (2011). 

## Demografía
Según el censo de 2011 la población de Shirpur-Warwade era de 76905 habitantes, de los cuales 40235 eran hombres y 36670 eran mujeres. Shirpur-Warwade tiene una tasa media de alfabetización del 84,80%, superior a la media estatal del 82,34%: la alfabetización masculina es del 88,51%, y la alfabetización femenina del 80,76%.